# Carla Bley

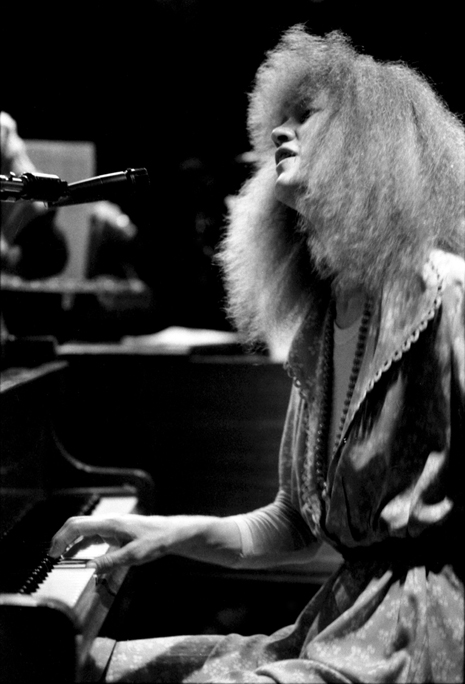
Carla Bley, 1979

Carla Bley, (ur. jako Lovella May Borg 11 maja 1936 w Oakland, zm. 17 października 2023 w Willow, w stanie Nowy Jork) – amerykańska pianistka, organistka, kompozytorka, aranżerka i bandliderka jazzowa, a także producentka muzyczna. Czołowa przedstawicielka eksperymentalnego jazzu orkiestrowego.

## Życiorys

### Dzieciństwo
Jej ojciec, Emil Borg, był nauczycielem gry na fortepianie i organistą kościelnym. Pod jego kierunkiem zaczęła uczyć się muzyki już w wieku czterech lat. Śpiewała w chórze, a kiedy urosła na tyle, żeby dosięgnąć stopami pedałów, grała także na organach podczas ślubów i uroczystości pogrzebowych. Mając 12 lat zaczęła uprawiać wrotkarstwo i przez trzy lata trenowała jazdę na łyżworolkach, pragnąc zostać zawodniczką. Jednocześnie w szkole, do której chodziła, podjęła pierwszą pracę zarobkową jako akompaniatorka na pozalekcyjnych zajęciach kółka tanecznego. Kiedy skończyła 15 lat i dziesiątą klasę, porzuciła szkołę średnią i zatrudniła się w sklepie muzycznym. Zaczęła też grywać solo na fortepianie w barach. Jej repertuar składał się głównie z utworów muzyki popularnej i klasycznej, ale z czasem zainteresowała się jazzem.

### Początki kariery
Zamierzając gruntownie zapoznać się z nową dla siebie muzyką, mając 19 lat, wyjechała do Nowego Jorku. Na utrzymanie zarabiała jako sprzedawczyni papierosów w słynnym klubie jazzowym, „Birdland”. Przysłuchiwała się tam grze największych ówczesnych gwiazd jazzu, z którymi także nawiązywała znajomości. Poznała m.in. awangardowego pianistę, Paula Bleya, z którym zaczęła jeździć w trasy koncertowe. Bley zachęcił ją do pisania muzyki dla jego zespołu. Kiedy oboje zamieszkali w Los Angeles, ponieważ pianista podpisał stały kontrakt na występy w tamtejszym klubie „Hillcrest”, Carla skupiła się na komponowaniu. Dorywczo pracowała jako pianistka w barach i kawiarniach. W Kalifornii też w 1957 poślubiła Bleya.
W owym czasie członkiem grupy Bleya był współtwórca free jazzu, saksofonista Ornette Coleman, którego gra wywarła duży wpływ na dalszą twórczość kompozytorską Carli. Po powrocie do Nowego Jorku na początku lat 60., jej utwory zaczęli włączać do swojego repertuaru i nagrywać tak znani muzycy – poza Bleyem – jak George Russell, Jimmy Giuffre, Tony Williams i Art Farmer. Żeby poznać jak największe spektrum jazzu i usłyszeć czołowych wykonawców, przez ponad rok pracowała w owym czasie m.in. jako szatniarka w kinoteatrach i Jazz Gallery. Sama również występowała. Miała angaż w jednej z kawiarni w Greenwich Village, której stałymi gośćmi byli nowojorscy jazzmeni. Przez krótki okres grała także – obok modernisty saksofonowego, Pharoaha Sandersa – w big-bandzie Charlesa Moffetta.
W 1964 zaangażowała się w działania Jazz Composers Guild, organizacji i zarazem orkiestry, skupiającej wówczas najbardziej nowatorskich muzyków nowojorskich. Poznała wtedy trębacza i kompozytora, Michaela Mantlera, z którym założyła Jazz Composer’s Orchestra, a następnie Jazz Composer’s Orchestra Association (JCOA), zrzeszenie mające na celu promocję niekonwencjonalnych form jazzu. Z Mantlerem związała się również prywatnie (w 1965 rozwiodła się z Bleyem). W 1966 przyszła na świat ich córka, Karen, jedyne dziecko Carli.

### Ceniona jazzwoman
W końcu lat 60. współprowadziła z Mantlerem Jazz Composer’s Orchestra. W pomniejszonym składzie – jako grupa Jazz Realties – występowali w Europie. W tym czasie zrealizowała także szereg innych projektów. W 1967 wibrafonista Gary Burton nagrał ze swoim kwartetem cykl jej utworów, zatytułowany A Genuine Tong Funeral, co zwróciło na nią uwagę szerokiej publiczności. Skomponowała i zaaranżowała też utwory dla Liberation Music Orchestra Charliego Hadena, które wypełniły album The Ballad of the Fallen. W 1971 ukończyła dzieło, które ugruntowało jej pozycję artystyczną. Była nim opera jazzowa Escalator Over the Hill z tekstami amerykańskiego poety, Paula Hainesa. Nagrana przez Jazz Composer’s Orchestra, zdobyła francuską nagrodę fonograficzną – Oscar du Disque de Jazz. Ponadto wraz z Mantlerem utworzyła The New Music Distribution Service, firmę non-profit, działającą do 1990, a zajmującą się dystrybucją nagrań współczesnej muzyki eksperymentalnej, dokonanych przez małe wytwórnie niezależne.
W 1972 otrzymała stypendium Guggenheim Fellowship, będące w istocie nagrodą finansową. Dzięki niej założyła – również wspólnie z Mantlerem – wytwórnię płytową WATT, która zainaugurowała działalność albumem Carla's Tropic Appetites. W 1974 nowojorska grupa The Ensemble zamówiła u Bley utwór na zespół kameralny. Powstała kompozycja, pt. 3/4 for Piano and Orchestra, była wykonywana pod dyrekcją Dennisa Russella Daviesa z Keithem Jarrettem jako solistą. Później utwór nagrała sama Bley i umieściła na płycie 13 for Piano and Two Orchestras and 3/4 for Piano and Orchestra, wydanej przez WATT w 1975. W tym samym roku przez sześć miesięcy przebywała w Londynie, grając w grupie jazz-rockowej Jack Bruce Band, w składzie której znajdował się m.in. Mick Taylor. Po jej rozpadzie postanowiła wrócić do Stanów Zjednoczonych i założyć własny zespół. Przez następne sześć lat formacja pn. The Carla Bley Band, złożona z sześcioosobowej sekcji dętej i sekcji rytmicznej, występowała w Europie i Japonii oraz sporadycznie w USA. Ze swoim zespołem Bley nagrała pięć płyt dla wytwórni WATT oraz muzykę do filmowego thrillera Mortelle Randonnée w reżyserii Claude’a Millera. Realizowała w tym okresie również inne przedsięwzięcia. Była współproducentką albumu z jej kompozycjami – Fictitious Sports – który nagrał Nick Mason, perkusista zespołu Pink Floyd. Zaaranżowała fragmenty muzyki z filmu Federico Felliniego Osiem i pół na płytę Amarcord Hala Willnera, honorującą twórczość Nino Roty. W późniejszym czasie zrealizowała z Willnerem jeszcze dwa tribute albums: That’s the Way I Feel Now (z utworem Misterioso), dedykowany Theloniousowi Monkowi oraz Lost in the Stars, poświęcony Kurtowi Weillowi. Współpracowała także z Charliem Hadenem przy nagraniach jego płyt.
W 1985 wydała płytę Night-Glo, którą opatrzyła nazwiskiem Steve’a Swallowa jako współlidera. Swallow, gitarzysta basowy, od końca lat 70. uczestniczył niemal we wszystkich jej realizacjach muzycznych. Okazjonalnie występowali w duecie, co z czasem przerodziło się w zorganizowane przedsięwzięcie, które zaowocowało albumami: Duets, Go Together i Are We There Yet?.

### Artystka z autorytetem
Jesienią 1990 Bley została profesorem wizytującym w College of William & Mary w Williamsburgu. W trakcie semestru wzięła urlop, podczas którego odbyła tournée w Europie oraz nagrała płytę The Very Big Carla Bley Band. Album ten zdobył następnie Prix Jazz Moderne francuskiej Académie du jazz.
Na początku 1991 rozstała się z Michaelem Mantlerem, a jej kolejnym partnerem życiowym został Steve Swallow. W duecie często występowali w Europie i Japonii. W lecie 1992 na festiwalu jazzowym w Glasgow przedstawiła napisaną na zamówienie organizatorów imprezy kompozycję na skrzypce i orkiestrę, pt. Birds of Paradise. Podczas prób utworu powstał półgodzinny film dokumentalny. Bley jako „kompozytorka-rezydentka” Glasgow Jazz Festival poprowadziła także w ramach swojego autorskiego programu muzycznego The Strathclyde Youth Band.
W następnych latach nadal prowadziła aktywną działalność artystyczną. Koncertowała w duecie ze Swallowem i w trio – z brytyjskim saksofonistą Andym Sheppardem. Jeździła także na tournées ze swoim big-bandem. Nagrywała płyty i dużo czasu poświęcała na pisanie muzyki. Nowo powstałe kompozycje były wykonywane na całym świecie, m.in. przez hamburską orkiestrę kameralną L’Art Pour L’Art, Carnegie Hall Jazz Band oraz jej własne formacje, z którymi występowała na festiwalach jazzowych w Berlinie, Grenoble, Perugii, Detroit, Chicago, Montrealu i San Francisco. Prowadziła również warsztaty z zakresu kompozycji i interpretacji muzyki.
W kwietniu 1999 zaprezentowała w Tokio nowy zespół – 4X4 – składający się z dwóch czteroosobowych sekcji: dętej i rytmicznej. Rok później koncertem w São Paulo zakończyła kontraktową działalność duetu Bley-Swallow, nie rezygnując jednakże z projektu Bley-Swallow-Sheppard (trio regularnie występowało głównie w Europie i Korei Południowej). W 2003 do tria dołączył perkusista z jej big-bandu, Billy Drummond, a powstały w ten sposób kwartet otrzymał nazwę: The Lost Chords. Zespół zadebiutował w Austrii, a następnie odbył europejskie tournée, które dostarczyło materiał dźwiękowy na płytę The Lost Chords. W 2005 kwartet koncertował w Stanach Zjednoczonych, występując m.in. na festiwalach w Newport i Monterey. Jesienią tego samego roku Bley, zaproszona przez Charliego Hadena, dołączyła do Liberation Music Orchestra, aby zagrać z nią cykl koncertów – najpierw w nowojorskim klubie „Blue Note”, a następnie kilku krajach Europy. Podczas występów orkiestry w Niemczech, dyrektor programowy Philharmonie Essen, Michael Kaufmann, zaproponował jej stanowisko „artystki rezydującej”, które miała sprawować przez rok. Pierwszym dokonaniem Bley w tym charakterze był program „Fancy Chamber Music”, który wykonała w Essen ze Swallowem i lokalnymi muzykami. Następnie przygotowała duży koncert z udziałem
big-bandu studenckiego, a niedługo później wystawiła swoją operę Escalator Over The Hill. Zakończenie „rezydentury” zwieńczyła w grudniu 2006 świątecznym programem „Carla's Christmas Carols”, złożonym kolęd zarówno tradycyjnych, jak specjalnie skomponowanych na tę okazję. Jego reminiscencją była wydana trzy lata później – w listopadzie 2009 – płyta Carla's Christmas Carols. Pochodzące z niej kolędy i pastorałki zaprezentowała także polskiej publiczności na koncercie w Filharmonii Warszawskiej w grudniu 2010.
W drugim dziesięcioleciu XXI w. Carla Bley wciąż była aktywną artystką na wszystkich polach prowadzonej przez siebie działalności.

## Nagrody i wyróżnienia
| „Down Beat” – plebiscyt krytyków - Jazzowy album roku: 1990 Dream Keeper • Charlie Haden & The Liberation Music Orchestra (aranżacja) - Kompozytor: 1980, 1983, 1984, 1985, 1986, 1987, 1992 - Aranżer: 1991, 1992, 1993, 1994 „Down Beat” – plebiscyt czytelników - Kompozytor: 1983, 1984, 1985, 1987, 1991, 1992 - Aranżer: 1991, 1992 Nominacje do nagrody Grammy - Best Large Jazz Ensemble Album (Best Instrumental Performance – Big Band): 1981 Social Studies - Best Instrumental Arrangement (utwór): 1985 Misterioso | Inne - 1972 Guggenheim Fellowship - 1973 Oscar du Disque de Jazz - 1979 New York Jazz Award - 1985 Deutscher Shallplattenpreis - 1990 Jazzowy muzyk roku według magazynu „Hi Fi Vision” - 1991 Prix Jazz Moderne - 2009 German Jazz Trophy – A Life for Jazz - 2015 NEA Jazz Masters Award |

## Dyskografia
| - 1971 Escalator Over the Hill (JCOA/ECM) - 1974 Tropic Appetites (WATT) - 1975 13 for Piano and Two Orchestras and 3/4 for Piano and Orchestra (WATT) - 1977 Dinner Music (WATT) - 1978 The Carla Bley Band • European Tour 1977 (WATT) - 1979 Musique Mecanique (WATT) - 1981 Social Studies (WATT) - 1983 Mortelle Randonnée • Original Soundtrack (Phonogram) - 1984 Heavy Heart (WATT) I Hate to Sing (WATT) - 1985 Night-Glo (WATT) - 1987 Sextet (WATT) - 1988 Fleur Carnivore (WATT) - 1989 The Watt Works Family Album (WATT) - 1991 The Very Big Carla Bley Band (WATT) - 1993 Big Band Theory (WATT) - 1995 Songs with Legs (ECM) - 1996 Carla Bley Big Band Goes to Church (ECM) - 1998 Fancy Chamber Music (ECM) - 2000 Carla Bley • Live! (ECM) 4x4 (WATT) - 2003 Looking for America (ECM) - 2004 The Lost Chords (WATT/ECM) Carla Bley • Selected Recordings (ECM) - 2007 The Lost Chords Find Paolo Fresu (WATT) - 2008 Appearing Nightly (ECM) - 2009 Carla's Christmas Carols (ECM) - 1988 Duets (WATT) - 1992 Go Together (WATT) - 2000 Are We There Yet? (ECM) | Z Garym Burtonem - 1967 A Genuine Tong Funeral (RCA) Z Michaelem Mantlerem - 1966 Jazz Realities (Fontana) - 1973 No Answer (WATT) - 1976 The Hapless Child and Other Inscrutable Stories (ECM) - 1977 Silence (WATT) - 1980 Movies (WATT) - 1981 More Movies (WATT) - 1984 Something There (WATT) Z The Jazz Composer’s Orchestra - 1968 The Jazz Composer’s Orchestra (Fontana) - 1973 Don Cherry • Relativity Suite (JCOA) - 1975 The Gardens of Harlem (JCOA) Echoes of Prayer (JCOA) Z Charliem Hadenem - 1969 Liberation Music Orchestra (Impulse!) - 1982 The Ballad of the Fallen (ECM) - 1990 Dream Keeper • Charlie Haden & The Liberation Music Orchestra (Blue Note) - 2005 Charlie Haden Liberation Music Orchestra • Not in Our Name (Verve) Ze Steve’em Swallowem - 1987 Carla (ECM) - 1999 Swallow (XtraWATT) Z Jackiem Bruce’em - 1975 The Jack Bruce Band • Live '75 (Polydor) - 1999 Jack Bruce • Live on the Old Grey Whistle Test (Stran) Z The Golden Palominos - 1985 Visions of Excess (Celluloid) - 1991 Drunk with Passion (Nation) |

## DVD
- 2002 Carla Bley • Live in Montreal 1983 (Image Entertainment)